# Potentilla clusiana
Potentilla clusiana es una especie de planta fanerógama, herbácea perenne perteneciente a la familia Rosaceae. Es originaria de los Balcanes.

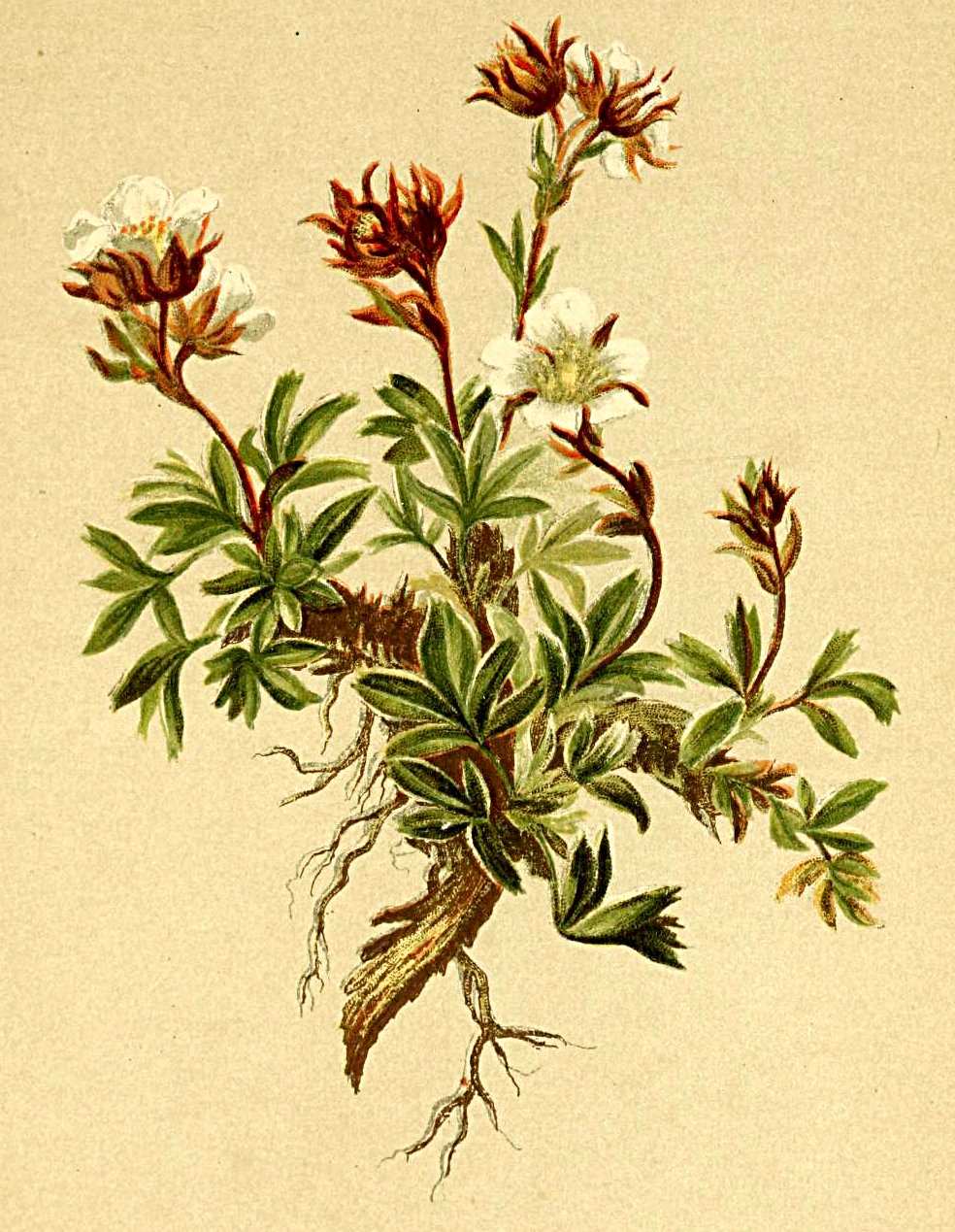
Ilustración de Atlas Alpenflora

## Descripción
Tiene las hojas verdes y flores con cinco pétalos blancos.

## Taxonomía
Potentilla clusiana fue descrita por Nikolaus Joseph von Jacquin y publicado en Fl. Austriac. (Jacquin) 2: 10, t. 116. 1774
Etimología
Potentílla: nombre genérico que deriva del latín postclásico potentilla, -ae de potens, -entis, potente, poderoso, que tiene poder; latín -illa, -illae, sufijo de diminutivo–. Alude a las poderosas presuntas propiedades tónicas y astringentes de esta planta. 
clusiana: epíteto otorgado en honor del botánico Carolus Clusius.
Sinonimia
- Fragariastrum clusianum (Jacq.) Schur
- Potentilla caulescens Scop.
- Potentilla caulescens Jacq.
- Potentilla clusiana subsp. triphylla Tratt.
- Trichothalamus clusianus (Jacq.) Spreng.[2]